# Portata sonar passivo

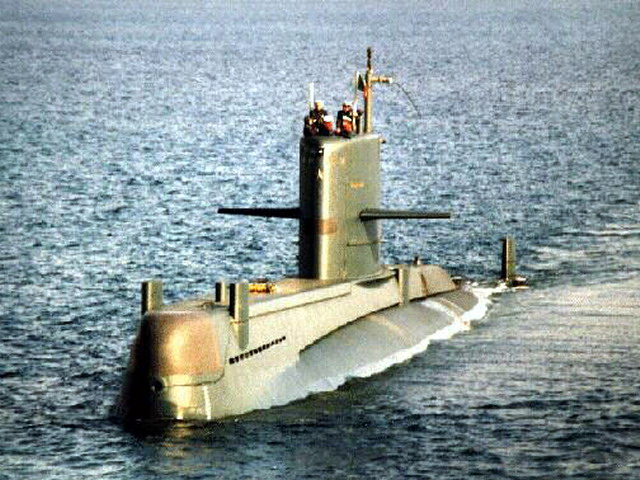
Sottomarino Sauro con sonar passivo di buona portata.

La portata di un sonar passivo  indica in generale la probabile distanza alla quale un sonar può scoprire un bersaglio. La portata di scoperta non è un dato certo ma una valutazione di carattere probabilistico.

## Validità dei calcoli di portata

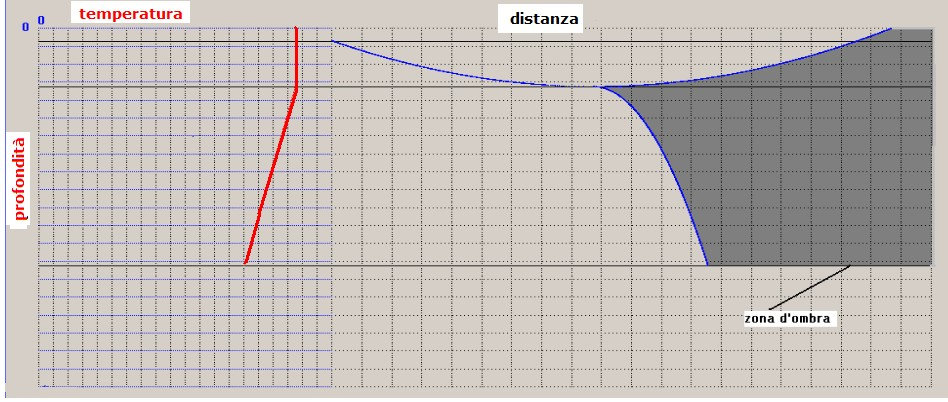
Tracciato propagazione anomala, in grigio la zona d'ombra. I bersagli che navigano nella zona non possono essere scoperti dal sonar

Le equazioni che regolano la stima della portata hanno valore soltanto se il bersaglio, e/o il sottomarino, non sono in una zona d’ombra.

## Calcolo della portata di un sonar passivo
Il calcolo
 della portata  per propagazione sferica per la componente passiva del sonar si ottiene dalla soluzione del sistema trascendente in {\displaystyle R} dove tutte le variabili
sono espresse in decibel (dB):
{\displaystyle {\begin{cases}TL=60+20\cdot \log _{10}{R}+\alpha \cdot R\\TL=SL+DI-NL-DT+10\cdot \log _{10}{BW}\end{cases}}}
dove:

### Prima equazione
{\displaystyle TL=} attenuazione, espressa in ({\displaystyle dB}), dipendente da:
- {\displaystyle R} distanza espressa in {\displaystyle km}

- {\displaystyle \alpha } coefficiente d'assorbimento del suono in mare  in  {\displaystyle dB/km} calcolabile con l'espressione: {\displaystyle \alpha =\left[{\frac {0.1\cdot f^{2}}{1+f^{2}}}\right]+\left[{\frac {40\cdot f^{2}}{4100+f^{2}}}\right]+\left[{\frac {2.75\cdot f^{2}}{10^{4}}}\right]} con {\displaystyle f\ in\ kHz}[N 5].

L'attenuazione per assorbimento segue la legge di W H Thorp:

### Seconda equazione
{\displaystyle TL=} attenuazione, espressa in ({\displaystyle dB}) , dipendente da:
- {\displaystyle BW=} banda delle frequenze di ricezione del sonar in {\displaystyle Hz.}

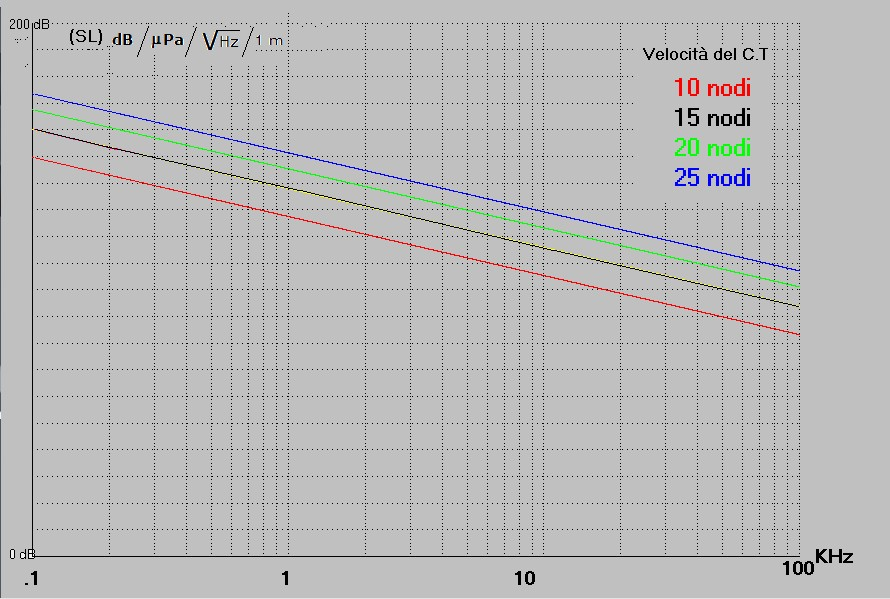
Curve parametriche dalle quali rilevare il valore di

- {\displaystyle SL=} rumore spettrale irradiato dal bersaglio in {\displaystyle dB/\mu Pa} {\displaystyle /{\sqrt {Hz}}/1\ m}.[6]

Il valore di {\displaystyle SL} dipende dalla velocità stimata del bersaglio e dalla frequenza di ricezione del sonar.

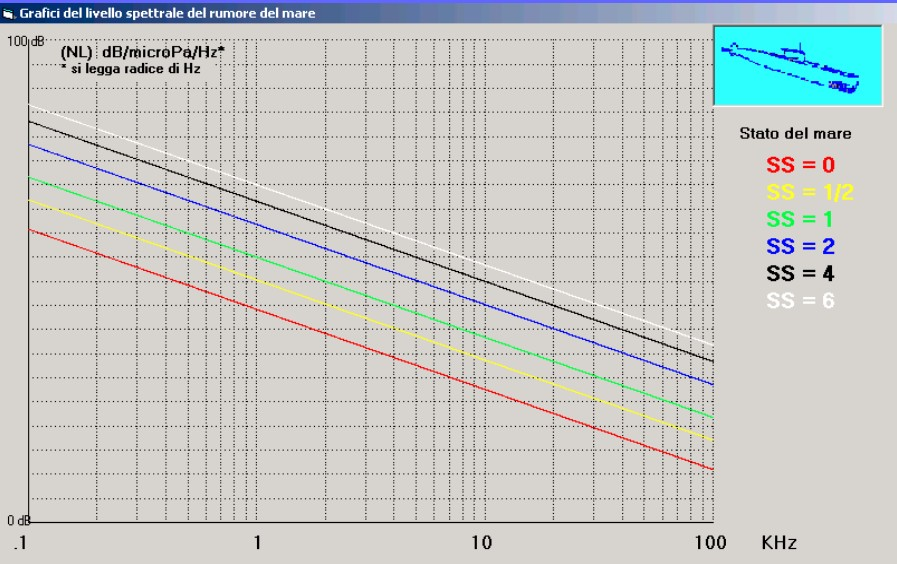
Curve parametriche dalle quali rilevare il valore di

{\displaystyle SL} è deducibile da una serie di curve parametriche funzioni della frequenza; i parametri consentono di selezionare la velocità del bersaglio, dalla frequenza si evince il valore del rumore spettrale emesso.
- {\displaystyle NL=} rumore spettrale del mare in {\displaystyle dB/\mu Pa} {\displaystyle /{\sqrt {Hz}}}.[7]

{\displaystyle NL} è deducibile da una serie di curve parametriche funzioni della frequenza; i parametri consentono di selezionare lo stato del mare, dalla frequenza si evince il valore del rumore spettrale generato dal mare.

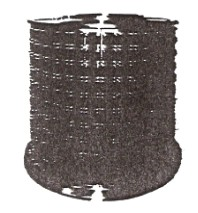
Base idrofonica cilindrica

- {\displaystyle DI=} guadagno di direttività della base idrofonica ricevente in {\displaystyle dB}.

Il valore del guadagno di direttività della base ricevente dipende dalle sue dimensioni e dalla frequenza di lavoro.
Una tra le numerose formule per il calcolo del {\displaystyle DI=}  è data dall'espressione:
{\displaystyle G\thickapprox {\frac {4\pi A-2\lambda {\sqrt {A}}+2\lambda ^{2}}{\lambda ^{2}}}}
Dove le variabili sono:
{\displaystyle \lambda =1530/f}
{\displaystyle A=} superficie della base in {\displaystyle m^{2}}

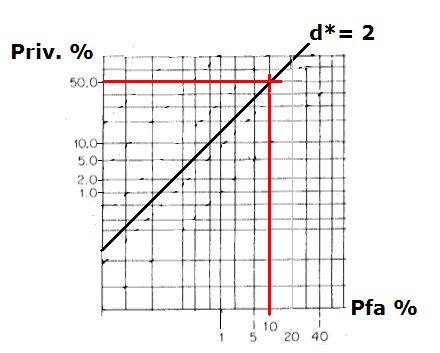
Curve ROC; esempio per

- {\displaystyle DT=} soglia di rivelazione in correlazione in {\displaystyle dB} calcolabile secondo l'espressione:

{\displaystyle DT=5\cdot log_{10}{[(BW\cdot d)/(2\cdot RC)]}}
dove:
- {\displaystyle BW} = banda delle frequenze di ricezione del sonar in  {\displaystyle Hz}
- {\displaystyle d} = parametro probabilistico delle curve ROC[10][N 9]
- {\displaystyle RC} = costante di tempo di rivelazione dei circuiti di correlazione.

## Metodi di calcolo
Esistono due metodologie di calcolo della portata:
- grafica[N 10], usata nel 1960 per lo studio dei sonar IP60/64 per i sottomarini della Classe Toti

- Risoluzione del sistema trascendente tramite computer

### Esempio di calcolo con il metodo grafico
In un sistema di assi cartesiani con ascisse  {\displaystyle R\ in\ km} e ordinate  {\displaystyle TL\ in\ dB} si tracciano:
- la curva relativa alla prima equazione del sistema trascendente
- la curva della seconda equazione

l'ascissa de loro punto d'intersezione, in {\displaystyle R}, risolve il problema.

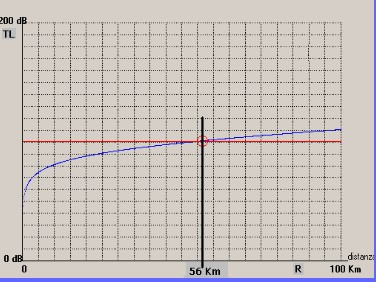
Soluzione grafica: la curva blu rappresenta la prima equazione del sistema ; la curva rossa rappresenta la seconda equazione del sistema.
L'ascissa del punto d'intersezione delle due curve indica la portata calcolata, nell'esempio:

Significativa la soluzione grafica del sistema trascendente che rende {\displaystyle R=56\ km} assunte le variabili:
- {\displaystyle BW=4000\ Hz-6000\ Hz} (banda del ricevitore sonar)
- {\displaystyle fo=4900\ Hz} (frequenza madia geometrica della banda)
- {\displaystyle \alpha =0.34\ dB/km} (coefficiente d'attenuazione per assorbimento per {\displaystyle fo=4900\ Hz})
- {\displaystyle SL=136\ dB/\mu Pa} {\displaystyle /{\sqrt {Hz}}/1\ m} (livello di rumore emesso da un cacciatorpediniere a {\displaystyle 25\ kn\ per\ fo=4900\ Hz}
- {\displaystyle NL=54\ dB/\mu Pa} {\displaystyle /{\sqrt {Hz}}} (livello del rumore del mare allo stato  {\displaystyle SS\approx 3\ per\ fo=4900\ Hz}
- {\displaystyle DI=18\ dB} (guadagno della base ricevente per a {\displaystyle fo=4900})
- {\displaystyle DT} ( soglia di rivelazione calcolata con i seguenti valori:

{\displaystyle BW=2000\ Hz\ ;\ RC=1\ s\ ;\ d=9}). 
Il parametro {\displaystyle d} presuppone: {\displaystyle (Priv=90\%;Pfa=5\%)}
Il valore calcolato di {\displaystyle R=56\ km} è affetto dall'incertezza, dovuta al valore {\displaystyle d=9}, che il bersaglio potrà essere scoperto soltanto per il {\displaystyle 90\%} del tempo d'osservazione, con la segnalazione del {\displaystyle 5\%} di false scoperte.

## note
Annotazioni
1. ↑  detta anche portata di scoperta
2. ↑  La zona d'ombra è la conseguenza di un modo di propagazione anomala del suono generato da una diversa temperatura del mare alle diverse quote.
3. ↑  Il calcolo presuppone che il sistema ricevente della componente passiva del sonar in correlazione.
4. ↑  Le sigle in inglese: 
  - {\displaystyle TL} (Targeth Loss) = Attenuazione del segnale del bersaglio
  - {\displaystyle SL} (Source Level) = Livello del rumore emesso dal bersaglio
  - {\displaystyle DI} (Directvity Index) = Direttività della base ricevente
  - {\displaystyle NL} ( Noise Level) = Livello del rumore del mare
  - {\displaystyle DT} (Detection Threshold) = Soglia di rivelazione
  - {\displaystyle BW} (Bandwidth) = Banda di ricezione del sonar
5. ↑   f = frequenza media geometrica degli estremi della banda di ricezione del sonar.
6. ↑  Lo stato del mare è indicato con la sigla inglese SS ( Sea State)
7. ↑  Nel caso del calcolo del guadagno di una base cilindrica il valore di {\displaystyle A} può essere assunto dalla superficie del doppio della generatrice.
8. ↑  Indicato da Urick come soglia di rivelazione (Detection Threshold)
9. ↑  Questa variabile rende il calcolo della portata non deterministico
10. ↑   La soluzione grafica del sistema trascendente aiuta alla miglior comprensione del calcolo della portata.
11. ↑  Il calcolo è valido se il sistema ricevente della componente passiva del sonar è in correlazione.

Fonti
1. ↑  Del Turco, pp. 210-225.
2. ↑  Urick, pp. 17-30.
3. ↑  De Dominics, pp. 395-397.
4. ↑  Del Turco, pp. 203-210.
5. ↑  Thorp p. 270.
6. ↑  Del Turco, pp. 193-202.
7. ↑  Del Turco, pp. 176-184.
8. ↑  Urick, pp. 31-70.
9. ↑  Urick, p. 287.
10. ↑  C.Del Turco, p. 168.